# Crises

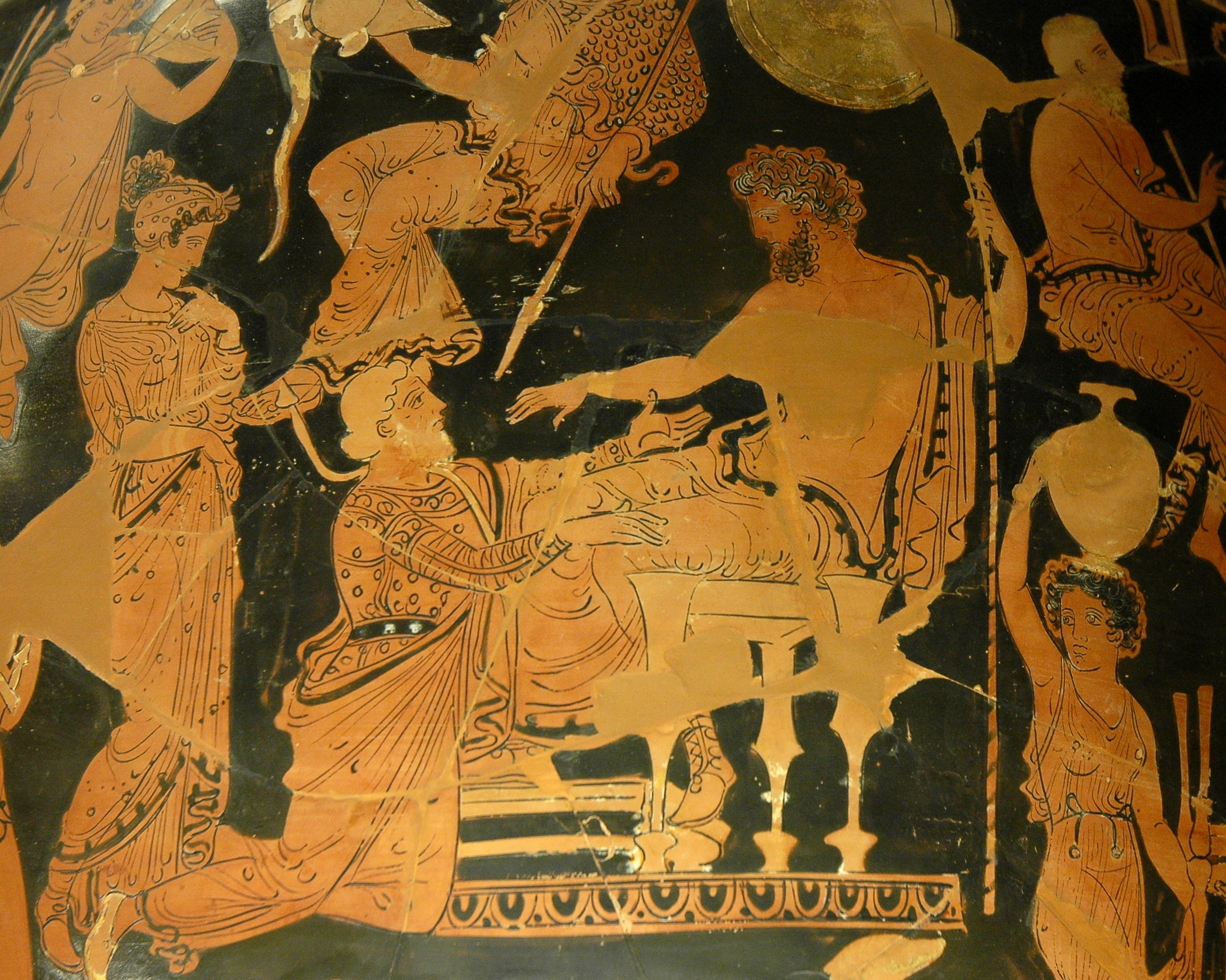
Anverso de una crátera de volutas de figuras rojas de Apulia hallada en Tarento: Crises ofrece a Agamenón un rescate por Criseida. 360 - 350 a. C. Museo del Louvre.

En la mitología griega, Crises (en griego Χρύσης) era hermano de Briseo y sacerdote de Apolo en la ciudad misia de Crise (hoy Gülpınar), en la Tróade (que es aproximadamente la parte asiática de la actual provincia de Çanakkale).
Su hija Criseida fue raptada por Agamenón. Crises, abatido, pidió ayuda a Apolo. Este dios escuchó sus ruegos y envió una peste a los griegos. Aquiles mando a llamar a Calcante Testorida un adivino que reveló que para aplacar a Apolo, Agamenon debía entregar a Criseida a su padre y ofrecer un sacrificio. Agamenon luego pidió a Aquíles que le entregase a Briseida, prima de Criseida, como compensación por devolver a Criseida. Pero el guerrero se enfadó con Agamenón, y dijo que no iba a luchar para los griegos.